# 弗拉基米尔·安德烈耶夫
弗拉基米尔·阿列克谢耶维奇·安德烈耶夫（俄語：Владимир Алексеевич Андреев，1930年8月27日—2020年8月29日），苏联及俄罗斯演员、编剧、导演、文化工作者。1985年获得苏联人民艺术家荣誉称号。

## 生平
1930年8月27日生于莫斯科。1952年毕业于卢纳恰尔斯基国立戏剧艺术学院，师从安德烈·贡恰罗夫和安德烈·洛巴诺夫。此后，他成为莫斯科叶尔莫洛娃剧院演出团的一名成员。1952年首次亮相舞台，在高尔基小说改编的戏剧《多斯季加耶夫和其他》中饰演佳京。他饰演的其他角色包括沃洛季亚（罗佐夫的剧本《永生的人》）和阿列克谢（斯韦特洛夫的剧本《新的幸福》）。1962年加入苏联共产党。
1970年至1985年，他担任该剧院的首席导演。他将一些文学作品改编为戏剧，其中较为知名的有：西蒙诺夫的《生者与死者》，万比洛夫的《长子》和《去年夏天在丘里木斯克》，托尔斯泰的《克洛釆奏鸣曲》，邦达列夫的《营队请求火力支援》。
1985年，他获得苏联人民艺术家荣誉称号。同年转任国立模范小剧院首席导演，并一直工作到1988年，期间上演了由邦达列夫小说改编的《岸》、《选择》、《人生舞台》等戏剧。1990年，他又回到了莫斯科叶尔莫洛娃剧院，担任首席导演和艺术总监，并继续参加演出。2012年4月，他将上述职务转交给奥列格·缅希科夫，自己则担任剧院主席。
他曾在保加利亚、德国、芬兰演出，也在卢纳恰尔斯基国立戏剧艺术学院任教。1972年升任表演系主任，1978年升任教授。
在电影方面，他在1954年，他在卢卡舍维奇执导的电影《中学毕业证书》中首次亮相。随后，他总共出演了35部主要电影。其中最著名的角色是《前进中的战斗》的沃洛季亚·布格罗夫（1961年由巴索夫执导），《萨尔丹沙皇的传说》中的主角（1966年由普图什科执导），《哈里发变成仙鹤》中的哈里发（1968年由赫拉莫夫导演，改编自威廉·豪夫的童话故事）。
2018年，获俄罗斯戏剧界“金面具奖”。2020年8月29日在莫斯科家中逝世。葬于特罗耶库罗夫公墓。